# Хабарова (Иркутская область)
Хаба́рова (Хаба́ровка) — деревня в Киренском районе Иркутской области. Входит в состав Киренского городского поселения.

## География
Деревня находится на правом берегу реки Лена, на расстоянии 5 км к западу от города Киренск, административного центра района. 

## История
История деревни восходит к 1641 году, когда Ерофей Хабаров основал здесь мельницу. Предположительно здесь же он и умер почти 30 лет спустя.

## Население
| 2002 | 2010 | 2011 | 2012 |
| ---- | ---- | ---- | ---- |
| 50   | ↘39  | →39  | ↘38  |